# 嘎吉镇
嘎吉乡，是中华人民共和国四川省凉山彝族自治州会东县下辖的一个乡镇级行政单位。

## 行政区划
嘎吉乡下辖以下地区：
嘎吉村、麻栗村、官田村、茂吉村、田坝村、大板村和响水村。